# Kuźnia Raciborska (stacja kolejowa)
Kuźnia Raciborska – stacja kolejowa w Kuźni Raciborskiej, w powiecie raciborskim, w województwie śląskim. Jest to stacja z typowym rozwiązaniem peronów bocznych z przejściem naziemnym.

## Ruch pasażerski
| Rok  | Wymiana pasażerska na dobę |
| ---- | -------------------------- |
| 2017 | 100-149                    |
| 2022 | 150-199                    |